# 전현병
전현병(한국 한자: 全炫丙, 2000년 5월 7일 ~ )은 대한민국의 축구 선수로, 포지션은 센터백이다. 현재 K리그1 강원 FC 소속이다.

## 유소년 시절
포항 스틸러스의 유소년 출신으로 고교 시절 팀의 왕중왕전 진출에 기여하거나, 전국고교축구선수권대회에서 수비상을 수상하는 등의 활약을 펼치고 연세대학교 축구부에 입단하였다. 연세대에서는 주장으로 활약하면서 당시 KUFC 기자단이 선정한 베스트 11 선정되었고 대한민국 대학 선발 축구 국가대표팀에 뽑히며 덴소컵에 출전 하는 등의 활약을 펼쳤다.

## 클럽 경력
2023년 강원 FC에 입단하면서 프로 커리어를 시작하게 되었다.

## 플레이 스타일
이미 대학시절부터 피지컬은 프로 수준이라는 평가른 받았으며, 빌드업 능력과 대인 방어 능력 등, 현 축구 국가대표 선스 김민재 선수를 연상시키는 선수라고 불렸다. 또한 빠른 스피드와 연세대에서 주장을 맡은 만큼 리더쉽도 뛰어나다.

## 수상 내역

### 대회 기록
포항제철고등학교 (2016 ~ 2018)
- 전국고교축구선수권대회 ● 준우승: 2018
- 전국 고등 축구리그 왕중왕전 후반기 ● 우승: 2018

연세대학교 (2019 ~ 2022)
- U리그 4권역 ● 준우승: 2019
- U리그 4권역 ● 우승: 2021

### 개인
- 전국고교축구선수권대회 수비상: 2018[3]

## 참고 자료
- 연세의 '푸른 장벽' 전현병, 강원 FC 입단 - 연세대학교 스포츠 매거진
- '오 캡팁 ! 찬란하게 빛난 주장 전현병의 마지막 불꽃 - 연세대학교 스포츠 매거진
- 캡팁, 전현병 VS 김강연 - 연세대학교 스포츠 매거진